# Кам'янець-Подільський деканат УГКЦ
Кам'янець-Подільський деканат Кам'янець-Подільської єпархії УГКЦ — релігійна структура УГКЦ, що діє на території Хмельницької області України.

## Історія
Кам'янець-Подільський деканат (протопресвітеріат) утворений 9 вересня 2007 року.

## Декани
- о. Антон Федик[2].

## Парафії деканату
| Парафії                                  | Населені пункти          | Світлини |
| ---------------------------------------- | ------------------------ | -------- |
| Святого Миколая                          | с. Балин                 |          |
| Святого Архистратига Михаїла             | с. Вікторівка            |          |
| Святого Юрія                             | м. Городок               |          |
| Вознесіння Господнього                   | м. Дунаївці              |          |
| Перенесення мощей Святого Миколая        | с. Жванець               |          |
| Матері Божої Почаївської                 | м. Кам'янець-Подільський |          |
| Преображення Господнього                 | м. Кам'янець-Подільський |          |
| Собору Івана Хрестителя                  | с. Кам'янка-Спасівка     |          |
| Святих Верховних Апостолів Петра і Павла | с. Мала Зелена           |          |
| Святих Бориса і Гліба                    | смт Нова Ушиця           |          |
| Різдва Івана Хрестителя                  | смт Оринин               |          |
| Покрови Пресвятої Богородиці             | с. Ружа                  |          |
| Благовіщення Пресвятої Богородиці        | смт Сатанів              |          |
| Успіння Пресвятої Богородиці             | смт Чемерівці            |          |
| Пресвятої Трійці                         | смт Ярмолинці            |          |